# Cyperus appendiculatus
Cyperus appendiculatus é uma espécie de planta do gênero Cyperus e da família Cyperaceae. 

## Taxonomia
A espécie foi descrita em 1837 por Carl Sigismund Kunth. 
É conhecida a seguinte subspécie de Cyperus appendiculatus (Brongn.) Kunth:  
- Cyperus appendiculatus (Brongn.) Kunth var. atlanticus

Os seguintes sinônimos já foram catalogados:  
- Mariscus appendiculatus  Brongn.
- Cyperus appendiculatus gordonii  Kük.
- Cyperus appendiculatus noronhae  (Ridl.) Kük.
- Cyperus noronhae  Ridl.

## Forma de vida
É uma espécie terrícola e herbácea. 

## Descrição
Planta perene; antelódio laxo ou subdenso com raios conspicuos, simples, terminal;  espigas subdensas, ovais ou oblongas; ráquila articulada acima do profilo e da bráctea da espigueta; espiguetas de 5–8 milímetros  de comprimento,  4-8-floras; glumas elípticas, densamente imbricadas, de 9–11 nervuras, geralmente com pontuações vináceas entre as nervuras laterais; aquênio trígono, elipsoide. 
| Caule                                    | Caule |
| ---------------------------------------- | --- |
| planta herbácea                          | perene/cespitosa/com rizoma curto                                                                        |
| bráctea-involucral                       | foliácea/5/8/reflexa/ascendente/parcialmente escabra                                                     |
| escapo                                   | trígono/liso/parcialmente escabro                                                                        |
| Folha                                    | |
| folha                                    | mais longa que bráctea-involucral/alterna basilar                                                        |
| lâmina foliar                            | desenvolvida/esverdeada/margem escabra                                                                   |
| Inflorescência                           | |
| sinflorescência                          | terminal/laxa/densa/simples/espiga/com ramo ascendente                                                   |
| inflorescência parcial dos ramo terminal | densa/laxa/subdensa/pedunculada/subséssil                                                                |
| espigueta                                | com ráquila caduca/alterna espiralada/patente/ascendente/lanceolada                                      |
| gluma fértil                             | persistente/4/8/dística/oblonga/densamente imbricada/oval/navicular/pálea/castanha/com linha avermelhada |
| ápice                                    | agudo/mucronado                                                                                          |
| nervura da quilha                        | 3/lisa                                                                                                   |
| nervura lateral                          | 3 |
| Flor                                     | |
| carpelo e estigma                        | 3/bissexual/cerda perigonial ausente                                                                     |
| estame                                   | 3 |
| Fruto                                    | |
| aquênio                                  | trígono/elipsoide/castanho claro                                                                         |
| superfície                               | papilosa                                                                                                 |
| ápice                                    | apiculado/obtuso                                                                                         |
| base                                     | aguda/não - estipitada                                                                                   |

## Conservação
A espécie faz parte da Lista Vermelha das espécies ameaçadas do estado do Espírito Santo, no sudeste do Brasil. A lista foi publicada em 13 de junho de 2005 por intermédio do decreto estadual nº 1.499-R. 

## Distribuição
A espécie é encontrada nos estados brasileiros de Espírito Santo e Pernambuco. 
Em termos ecológicos, é encontrada no domínio fitogeográfico de Mata Atlântica, em regiões com vegetação de áreas antrópicas e vegetação aquática.